# 長谷川万大
長谷川 万大（はせがわ ゆうだい、1995年8月7日 - ）は、日本のシンガーソングライター、作家。宮崎県日南市出身。

## 来歴
宮崎銀行創立80周年記念企画のCMコンテストでグランプリを受賞し、同行CMに出演。
フジテレビ「スーパーニュース」の『昭和特集』で取り上げられ、以降TBS「はなまるマーケット」やNHK「おはよう日本」などの全国放送にたびたび出演するようになる。
お台場新大陸で開催された「未来ロケットフェス」では、オードリー・若林正恭、NEWS・増田貴久、高畑充希とともに「あの素晴らしい愛をもう一度」を演奏した。
宮崎県警日南警察署の一日署長に任命。
プロバスケットボールチーム宮崎シャイニングサンズの公式戦での国歌独唱や母校・油津中学校での立志式に講師として招かれたこともある。
作家としても活動し、主にweb番組やyoutubeの企画・構成に携わる。

## 人物・エピソード
- 平成7年生まれだが「昭和70年生まれ」と表記される。
- 13歳のとき、阿久悠に憧れ作詞家を志す。
- ギターを始めたのはアリスのコンサートを観に行ったことがきっかけ[2]。
- NHK「はっけんTV」で谷村新司からのメッセージが読み上げられ、生放送中に感激して泣いたことがある。

## ディスコグラフィ

### アルバム
| 枚  | 発売日         | タイトル             |
| --- | -------------- | -------------------- |
| 1st | 2015年3月8日   | Vintage              |
| 2nd | 2016年12月11日 | ポートレイトー肖像ー |
| 3rd | 2018年2月11日  | 綺譚                 |

### シングル
| 名義            | 発売日       | タイトル                       |
| --------------- | ------------ | ------------------------------ |
| 惺蘭&長谷川万大 | 2015年6月1日 | 想い出のフェニックスハネムーン |

### デジタルシングル
| 発売日         | タイトル                 |
| -------------- | ------------------------ |
| 2023年12月23日 | 気まぐれ男の別れ際       |
| 2024年3月1日   | 熱狂で、世界を変えよう。 |

## 出演

### テレビ番組
- スーパーニュース（フジテレビ）
- おはよう日本（NHK）
- はっけんTV（NHK）- 長谷川万大特集
- はなまるマーケット（TBS）
- 未来ロケット（フジテレビ）
- あさチャン（TBS）
- 九州まるごと！サプライズツアー（福岡放送ほか）
- じゃがじゃがサタデー（テレビ宮崎）
- ももち浜ストア（テレビ西日本）

### ラジオ番組
- 〜今日も一日〜 Good Job ニッポン（ニッポン放送）- 電話出演（番組オリジナル曲も書き下ろしている）
- ラジオでハッピー20（2020年、RKB毎日放送）

### CM
- 宮崎銀行（2012年-2013年、宮崎県ローカル）

### YouTubeチャンネル
- 長谷川万大の火曜ヒットスタジオ（2021年- ）